# Boulogne-la-Grasse
Boulogne-la-Grasse é uma comuna francesa na região administrativa de Altos da França, no departamento de Oise. Estende-se por uma área de 9,41 km². Em 2010 a comuna tinha 475 habitantes (densidade: 50,5 hab./km²).